# Francesco Aventi
Francesco Aventi o Avventi (Ferrara, 1779 - Ferrara, 1858) fou un mentor teatral, sobretot conegut per haver escrit el llibret de l'òpera de Gioachino Rossini Ciro in Babilonia, mentre era el director del Teatro Comunale de Ferrara.